# Hippolyte De Kempeneer
Hippolyte De Kempeneer (Anderlecht, 1876–1944) was een Belgische filmproducent en filmregisseur. Hij was een van de pioniers van de Belgische cinema tijdens de periode van de stomme film. Hij had een passie voor het morele en pedagogische aspect van de filmindustrie en verkoos documentaires boven fictie. In 1913 stichtte hij de Ligue du Cinéma Moral en in 1914 zag zijn Cinéma des Familles het daglicht. Dit was een kleine cinemazaal gewijd aan documentaires waarin hij ook pedagogische evenementen voor scholen organiseerde. Tijdens de oorlogsjaren stichtte hij de Compagnie Belge des Films Instructifs, maar deze werd in 1923 getroffen door een brand.

## Werkselectie
- Koning Leopold II op de Tentoonstelling in Tervuren (1897)
- Un drame à la ferme (1921)
- Le juge (1921)
- De omwalling van Brabant (1921)
- La revanche belge (1922)

- Gemeinsame Normdatei: 1058722158
- Virtual International Authority File: 310694627